# Ca Claravalls
L'edifici al carrer Anselm Clavé, 33, conegut com a Ca Claravalls, és una obra modernista de Valls (Alt Camp) inclosa a l'Inventari del Patrimoni Arquitectònic de Catalunya.

## Descripció
Edifici entre mitgeres, de planta baixa i tres pisos. Respon a les característiques del tipus de Modernisme que combina el maó vist amb l'arrebossat i la ceràmica i el ferro a la façana. A la planta baixa hi ha dues portes. Als dos primers pisos s'obren balcons amb barana de ferro colat, rectangulars, a la primera planta, i sostinguts per arcs superposats de maó a la segona. El tercer pis, que connecta amb l'acabament superior de la façana, ofereix un aspecte dentat comú el Modernisme d'inspiració medieval. És de maó, material que ressegueix també la línia de la façana, els marcs de les portes i alguns brancals i llindes dels balcons. La ceràmica hi és aplicada aïlladament.

## Història
Edifici construït l'any 1916, segons consta en una inscripció de la façana. Fou projectat per l'arquitecte vallenc Cèsar Martinell, i des del seu inici, ha complert la funció de casa per a habitatges.